# Tail
O comando tail do sistema operacional Unix é utilizado para exibir apenas as últimas linhas de um arquivo texto. Em geral é utilizado para observar as últimas atualizações em arquivos de log. Seu uso em geral é:
```
tail nome_do_arquivo
```

Onde nome_do_arquivo é o arquivo ou um caminho para um arquivo, aceitando caracteres coringa. O resultado será a impressão na saída padrão das dez últimas linhas do arquivo. Através do uso de argumentos, pode-se alterar a funcionalidade do comando. Por exemplo o argumento -n altera o número de linhas que devem ser exibidas
```
tail -n número nome_do_arquivo
```

Onde número é o número de linhas desejado. Este argumento pode estar acompanhado de um sinal que altera seu significado. Se for especificado o sinal + diante do número a contagem passa a ser realizada a partir do início do arquivo, enquanto que o sinal - (ou sua omissão) especifica a contagem a partir do final do arquivo. Por exemplo:
```
tail -n +2 lorem.txt
```

Mostra todas as linhas do arquivo texto, exceto as duas primeiras.
De forma análoga a este argumento, o argumento -c possui o mesmo efeito, porém a contagem é feita em bytes e não em linhas.